# Отрадинская волость
Отрадинская во́лость — административно-территориальная единица в составе Царицынского уезда Саратовской губернии, с 1919 года — Царицынской губернии. Волостное правление — в селе Отрада. 
В настоящее время большая часть территории волости включена в городскую черту Волгограда.

## География
Волость располагалась в южной части Царицынского уезда. На севере волость граничила с Ерзовской волостью, на востоке — с городскими землями Царицына, рекой Волгой и Сарептской волостью, на юге — с Калмыцкой степью Астраханской губернии, на западе — с Областью Войска Донского. На юго-западе граница волости пролегала по реке Червлёной.

## Состав
В 1894 году к Отрадинской волости относились село Отрада, слобода Бекетовка, посёлок Ивановка, хутора Новоникольский, Купоросный, деревня Верхняя Ельшанка, село Червлёноразное (также Песчанка), посёлок Студёнка, деревни Алексеевка, Поляковка (также Разгуляевка), хутор Каменный Буерак, а также ряд владельческих, заводских и казённо-переселенческих хуторов, станция Крутая Волго-Донской линии

## Население
Население составляли велико- и малороссы, также калмыки (проживали на хуторе Каменный Буерак)
Динамика численности населения
| 1882 | 1891 | 1894 |
| ---- | ---- | ---- |
| 5454 | 6386 | 6897 |

## Инфраструктура

### Экономика
В конце XIX века крестьяне Отрадинской волости преимущественно занимались хлебопашеством и извозом (чумачеством).